# آلکینو-۲
آلکینو-۲ (انگلیسی: Alkino-2) یک شهرک در شهرستان چیشمینسکی در استان باشقیرستان کشور روسیه است.